# Nożewo
Nożewo is een plaats in het Poolse district  Ostrołęcki, woiwodschap Mazovië. De plaats maakt deel uit van de gemeente Olszewo-Borki en telt 200 inwoners.